# La Pleta (Sitges)
La Pleta és un edifici modernista en el Parc Natural del Garraf, en el terme municipal de Sitges. La Pleta, propietat de la família Guell, es va construir per a corrals de bestiar. L'obra és del 1894 i s'atribueix a Francesc Berenguer i Mestres, autor també del Celler Güell, en el veí poble de Garraf. Forma part de l'Inventari del Patrimoni Arquitectònic de Catalunya. Actualment l'edifici és la seu de l'Oficina del Parc del Garraf, gestionat per la Diputació de Barcelona.

## Descripció
És una masia formada per un cos central i dos laterals. Tots ells de planta baixa, pis i golfes. Porta principal d'entrada formada per dovelles de pedra, seguint la mateixa forma que les finestres, les quals no són de pedra, sinó de maó vist. De maó vist també són les impostes que recorren l'edifici assenyalant el començament de cada pis. Cobertes a dos vessants, els cossos laterals de forma una mica corbada. El cos central és recte. Al costat de la casa hi ha una cisterna cònica.